# Le Boupère

Le Boupère este o comună în departamentul Vendée, Franța. În 2009 avea o populație de 2,898 de locuitori.